# Mhow
Mhow Mhau o Mau (en hindi महू) és una ciutat i municipi de Madhya Pradesh al districte d'Indore, al sud-oest d'Indore (ciutat). El 2003 el govern de l'estat la va rebatejar amb el nom de Dr Ambedkar Nagar que encara no ha arrelat i troba certa oposició. A Mhow hi ha establerts l'ecola d'Infanteria, el col·legi militar d'enginyeria de telecomunicacions (MCTE) i el col·legi de Guerra (antic Col·legi de combat). El nom original té un origen incert; podria ser un acrònim de Military Hedquarters of War, o Military Hedquarters of Wester (India), però també es diu que quan els britànics van establir el campament militar el 1818 la població que hi havia al lloc es deia Mhow Gaon; una quarta teoria pensa que derivaria de l'arbre mahua, abundant a la zona. Consta al cens del 2001 amb una població de 85.023 habitants (el 1872 eren 17.640; el 1881 eren 15.896 i el 1901 eren 36.039), dels que molts són bhils, especialment a la rodalia; un altre grup important són els patidars, que van emigrar de Gujarat; la població maratha és també apreciable i hi ha 5.000 musulmans del Sind emigrats fa 400 anys.
El campament militar de Mhow fou fundat per Sir John Malcolm en virtut del tractat de Mandasor de 6 de gener de 1818. Mhow fou quarter general de Malcom fins al 1821 quan fou nomenat governador de l'Índia Central. S'hi va establir la cinquena divisió de l'exèrcit del sud. El 1857 hi havia estacionat un regiment d'infanteria nativa, un de cavalleria nativa, i un d'artilleria (anomenat British Gunners però format per natius) que es van revoltar l'1 de juliol; l'orde fou restablert ràpidament i els morts foren pocs; els europeus es van poder refugiar a la fortalesa. Posteriorment fou seu de la divisió del comandament occidental amb un regiment de cavalleria britànica, dues bateria de l'artilleria a cavall, un regiment d'infanteria britànica, una columna de municions, i dos regiments d'infanteria nativa. També fou un centre ferroviari però després de la independència el 1947 la major part dels recursos va passar a Ratlam i a Ajmer i avui dia la ciutat no té ferrocarrils de via ampla tot i les repetides promeses dels diversos polítics que mai s'han complert. Després de la independència l'exèrcit indi ha mantingut les instal·lacions. Hi va néixer el dr. Bhimrao Ramji Ambedkar (1891-1956), pare de la constitució de l'Índia

## Nota
1. ↑  Mhow city renamed as Dr Ambedkar Nagar